# Универсидад Католика
«Универсида́д Като́лика» (исп. Club Deportivo Universidad Católica) — чилийский футбольный клуб из столицы страны Сантьяго. «Универсидад Католика» — одна из самых популярных команд в стране.

## История
Команда была основана 21 апреля 1937 года как спортивная команда при Католическом университете. В 1993 году «Универсидад Католика» был участником финала розыгрыша Кубка Либертадорес, и уступил в итоге бразильскому «Сан-Паулу». Поскольку «Сан-Паулу» отказался от участия в Межамериканском кубке, Южную Америку в этом турнире представлял финалист Кубка Либертадорес, и «Универсидад Католика» выиграл в итоге этот международный трофей.
С 15 титулами «Универсидад Католика» занимает третье место по числу побед в чемпионате Чили — после «Коло-Коло» и «Универсидад де Чили». В сезоне 2020 (который из-за пандемии COVID-19 завершился уже в феврале 2021 года) «крестоносцы» впервые в своей истории в третий раз подряд стали чемпионами страны. В 2021 году команда выиграла свой четвёртый подряд чемпионат.
Самым большим соперником является клуб «Универсидад де Чили». С самым титулованным клубом страны, «Коло-Коло», у «Универсидад Католики» также имеется противостояние.

## Достижения
- Международный трофей Паскуа 1950
- Чемпионы Второго дивизиона Чили 1956
- Кубок Чили 1983 (Кубок Республики)
- Чемпионы Чили 1987
- Чемпионы Чили 1997-A
- Кубок Чили 2011

- Чемпион Чили (16): 1949, 1954, 1961, 1966, 1984, 1987, Ап. 1997, Ап. 2002, Кл. 2005, 2010, Кл. 2016, Ап. 2016, 2018, 2019, 2020, 2021
- Вице-чемпион Чили (21): 1962, 1964, 1965, 1967, 1968, 1989, 1990, 1994, 1995, 1996, Кл. 1997, 1999, 2001, Кл. 2002, Ап. 2007, Кл. 2009, Ап. 2011, 2013, Ап. 2013, Кл. 2014, Ап. 2015
- Чемпион Примеры B Чили (2): 1956, 1975
- Обладатель Кубка Чили (4): 1983 (Copa Polla Gol), 1991, 1995, 2011
- Обладатель Кубка Республики (1): 1983
- Обладатель Суперкубка Чили (4): 2016, 2019, 2020, 2021
- Финалист Кубка Либертадорес (1): 1993
- Обладатель Межамериканского кубка (1): 1993

## Знаменитые игроки
Ниже представлен список наиболее значимых игроков в истории клуба (по данным раздела официального сайта «Исторические крестоносцы»)
- Кристиан Альварес (1999—2005, 2007, 2011—2018)
- Альберто Акоста (1994—1995, 1997)
- Хорхе Аравена (1978, 1983—1985)
- Хосе Мария Бульхубасич (2005—2008)
- Альберто Буччикарди (1939—1945)
- Серхио Васкес (1993—1996)
- Нестор Горосито (1994—1995, 1999—2001)
- Нестор Иселья (1963—1970)
- Фернандо Карвальо (1966—1967, 1969—1970, 1972)
- Марко Корнес (1984—1985, 1987—1990)
- Марио Лепе (1983—2000)
- Серхио Ливингстон (1939—1942, 1944—1955, 1956, 1958—1959)
- Рикардо Лунари (1993, 1995, 1996—1998)
- Милован Мирошевич (1997—2002, 2008—2011, 2013—2014, 2017)
- Мигель Монтуори (1954—1955)
- Хосе Мануэль Морено (1949, 1951)
- Мигель Моччиола (1960—1962)
- Мигель Анхель Нейра (1981—1987)
- Артуро Норамбуэна (2000—2003)
- Хувеналь Ольмос (1981—1985, 1987—1989, 1994—1995)
- Нельсон Паррагес (1989—2000, 2002—2004)
- Андрес Прието (1949—1953, 1955—1957)
- Игнасио Прието (1962—1967, 1977—1979)
- Херардо Рейносо (1989—1991, 1992, 1993)
- Андрес Ромеро (1984—1999)
- Патрисио Толедо (1983—1986, 1989—1996)
- Раймундо Туппер (1985—1995)
- Освальдо Уртадо (1980, 1982—1985, 1987—1988)
- Альберто Фуйу (1958—1969, 1975)

## Знаменитые тренеры
В разделе «Исторические крестоносцы» представлены также наиболее значимые тренеры в истории клуба.
- Уильям Берникел (1954—1955)
- Луис Видаль (1966)
- Фернандо Карвальо (1990—1991, 1996—1999, 2007—2008)
- Марио Лепе (2008, 2011—2012)
- Хувеналь Ольмос (2001—2002)
- Хорхе Пельисер (2004—2006)
- Хуан Антонио Пицци (2010—2011)
- Игнасио Прието (1981—1989, 1992—1993)